# Cláudio de Orleães-Longueville
Cláudio de Orleães, Duque de Longueville (em francês:  Claude d'Orléans, duc de Longueville; 1508 - Pavia, 9 de novembro 1524) foi um nobre francês pertencente à Casa Orleães-Longueville.

## Biografia
Cláudio era o filho mais velho de Luís I de Orleães-Longueville, Duque de Longueville e da sua mulher Joana de Hochberg, Condessa Soberana de Neuchâtel e Margravina de Rothelin.
Em 1516, sucedeu seu pai como Duque de Longueville, Conde de Montgommery, Conde de Tancarville, Príncipe de Châlet-Aillon e Visconde de Abbeville.
Cláudio nunca chegou a casar, mas teve um filho natural:
- Cláudio (Claude), chamado de le Bâtard de Longueville,[2] com geração.[3]

Em 1524, Cláudio faleceu apenas com 16 anos, na Batalha de Pavia, combatendo no exército do rei Francisco I de França, contra as tropas imperiais.
Dada a falta de descendência legítima, foi sucedido no Ducado de Longueville por seu irmão mais novo Luís II, sendo sepultado na igreja de Notre Dame de Cléry-Saint-André.

## Referência
1. ↑  em alemão:  Rötteln, localidade situada em Bade
2. ↑  em português:  o Bastardo de Longueville
3. ↑  http://racineshistoire.free.fr/LGN/PDF/Orleans.pdf , pág. 11
4. ↑  http://histoireeurope.fr/RechercheLocution.php?Locutions=Claude+de+Longueville&Date1=&Date2=&maf=

| Cláudio de Orleães-Longueville Casa Orleães-LonguevilleRamo cadete da Casa de ValoisNascimento: 1508 Morte: 9 de novembro 1524 |                                  |                       |
| Nobreza da França |                                  |                       |
| Precedido por: Luís I | Duque de Longueville 1516 – 1524 | Sucedido por: Luís II |